# Маджер, Рабах
Мустафа́ Раба́х Мадже́р (араб. رابح ماجر‎; 15 декабря 1958, Хуссейн-Дей, Алжир) — алжирский футболист и тренер, играл на позиции нападающего. Самый успешный алжирский футболист на международном уровне.
Карьеру футболиста Маджер начал в клубе «Хуссейн-Дей», в котором играл до 25 лет. Затем он перебрался во Францию, где выступал за клубы «Расинг» и «Тур». В 1985 году Маджер перешёл в португальский «Порту», клуб за который он выступал с небольшим перерывом почти шесть лет. В составе Порту Маджер добился главных успехов в своей карьере, выиграв Кубок европейских чемпионов, Суперкубок УЕФА и Межконтинентальный кубок. В победном для «Порту» Кубке чемпионов Маджер стал лучшим бомбардиром турнира, и в том числе отличился в финальном матче, забив гол пяткой и добавив к нему голевой пас. Завершил свою карьеру Рабах Маджер в клубе «Катар СК».

## Международная карьера
В составе национальной сборной Маджер выступал на протяжении 14 лет, сыграв за неё в общей сложности 87 матчей и забив в них 31 мяч. Маджер является рекордсменом сборной Алжира по количеству забитых мячей. В составе сборной он принимал участие на двух чемпионатах мира 1982 и 1986 годов.

## Тренерская карьера
Тренерская карьера Маджера началась с работы со сборной Алжира, которую он впервые возглавил в 1993 году и проработал там до 1995 года. Потом он ещё дважды возглавлял её в 1999 и в период с 2001 по 2002 год, пока не сделал паузу в своей карьере тренера в 2006 году, когда пошёл работать экспертом в Катаре на телеканале «Аль-Джазира». Он также руководил катарскими клубами «Аль-Вакра» и «Эр-Райян».
В 2017 году Маджер вновь возглавил сборную Алжира, после того как Лукас Алькарас не смог вывести её на чемпионат мира в России. Однако в связи с плохими результатами в июне 2018 года Маджер был уволен с поста главного тренера сборной.

## Достижения
- Клубные:
  - Обладатель Кубка Алжира: 1978/79
  - Обладатель Кубка европейских чемпионов: 1986/87
  - Обладатель Суперкубка УЕФА: 1987
  - Обладатель Межконтинентального кубка: 1987
  - Чемпион Португалии: 1985/86, 1987/88, 1989/90
  - Обладатель Кубка Португалии: 1987/88, 1990/91
  - Обладатель Суперкубка Португалии: 1986, 1990
- В составе сборной:
  - Победитель Всеафриканских игр: 1978
  - Серебряный призер Кубка африканских наций: 1980
  - Бронзовый призер Кубка африканских наций: 1984
  - Обладатель Кубка африканских наций: 1990
  - Обладатель Кубка афро-азиатских наций: 1991
- Личные:
  - Африканский футболист года: 1987
  - Арабский футболист XX века
  - Алжирский футболист XX века
  - Африканский футболист XX века (5-е место)